# Gentianella austroamarella
Gentianella austroamarella là một loài thực vật có hoa trong họ Long đởm. Loài này được Moravec & Vollrath mô tả khoa học đầu tiên năm 1967.